# Alopecosa himalayaensis
Alopecosa himalayaensis este o specie de păianjeni din genul Alopecosa, familia Lycosidae, descrisă de Hu în anul 2001. Conform Catalogue of Life specia Alopecosa himalayaensis nu are subspecii cunoscute.